# Henri Victor Regnault
Henri Victor Regnault (21 de julho de 1810 – 19 de janeiro de 1878) foi um químico e físico francês mais conhecido por suas medições precisas das propriedades térmicas dos gases. Foi um dos primeiros termodinamicistas e mentor de William Thomson no final da década de 1840. Nunca usou seu primeiro nome de batismo e foi conhecido durante toda sua vida como Victor Regnault.

## Biografia
Nascido em Aix-la-Chapelle em 1810 (atual Aachen, Alemanha, e na época sob domínio francês), mudou-se para Paris aos oito anos de idade, após a morte de seus pais. Lá, trabalhou para uma empresa de estofamento até os dezoito anos. Em 1830, foi admitido na École Polytechnique, e em 1832 graduou-se na École des mines.
Trabalhando sob supervisão de Justus von Liebig em Gießen, Regnault distinguiu-se no nascente campo da química orgânica ao sintetizar vários hidrocarbonetos clorados (por exemplo, cloreto de vinila em 1835, diclorometano e percloroetileno em 1839, 1,1,1-Tricloroetano em 1838 ou 1840), e foi nomeado professor de química na Universidade de Lyon. Em 1840, foi nomeado para a cátedra de química da École Polytechnique, e em 1841, tornou-se professor de física no Collège de France.
A partir de 1843, começou a compilar extensas tabelas numéricas sobre as propriedades do vapor. Estas foram publicadas em 1847 e inspiraram Charles Algernon Parsons a desenvolver a turbina a vapor. Regnault recebeu a Medalha Rumford da Real Sociedade de Londres e foi nomeado Engenheiro-Chefe de Minas. Em 1851 foi eleito membro estrangeiro da Real Academia Sueca de Ciências. Em 1854 foi nomeado diretor das obras de porcelana em Sèvres, a Manufacture nationale de Sèvres. Em 1855, foi eleito para a Sociedade Filosófica Americana.
Em Sèvres, continuou o trabalho sobre as propriedades térmicas da matéria. Projetou termômetros, higrômetros, hipsômetros e calorímetros sensíveis, e mediu os calor específicos de muitas substâncias e o coeficiente de expansão térmica dos gases. No curso deste trabalho, descobriu que nem todos os gases se expandem igualmente quando aquecidos e que a lei de Boyle é apenas uma aproximação, especialmente em temperaturas próximas ao ponto de ebulição de uma substância. Regnault também era um fotógrafo amador entusiasmado. Introduziu o uso do ácido pirogálico como agente revelador e foi um dos primeiros fotógrafos a usar negativos em papel. Em 1854, tornou-se o presidente fundador da Société française de photographie. Em 1871, seu laboratório em Sèvres foi destruído e seu filho Alex-Georges-Henri Regnault morto, ambos como resultado da Guerra Franco-Prussiana. Aposentou-se da ciência no ano seguinte, nunca se recuperando dessas perdas.

## Legado
A cratera Regnault na Lua tem seu nome em homenagem a Regnault, e seu nome é um dos 72 nomes inscritos na Torre Eiffel. Alguns sugeriram que o símbolo R para a constante universal dos gases também foi nomeado em sua homenagem.
Foi o primeiro presidente da Société française de photographie.
O submarino francês Predefinição:Sclass Regnault, construído entre 1913 e 1924, foi nomeado em sua homenagem.

## Obras
Regnault-Strecker's kurzes Lehrbuch der Chemie. Vieweg, Braunschweig 1851 Edição digital pela University and State Library Düsseldorf
- - 2. Organische Chemie. 1853
  - 1. Anorganische Chemie. 3., verb. Aufl. 1855
  - 2. Organische Chemie. 2. Aufl.1857
  - 1. Anorganische Chemie. 4. Aufl.1858
  - 1. Anorganische Chemie. 9., neu bearb. Aufl. / von Johannes Wislicenus. 1877